# ダグ・ミロ
ダグ・ミロ（Doug Miro, 1972年1月20日 - ）は、アメリカ合衆国の脚本家。南カリフォルニア大学映画芸術学部で学んだ。

## フィルモグラフィ
- The Great Raid (2005)
- 『ゲスト』 The Uninvited (2000)
- 『プリンス・オブ・ペルシャ/時間の砂』 Prince of Persia: The Sands of Time (2010)
- 『魔法使いの弟子』 Sorcerer's Apprentice (2010)
- 『グレートウォール』 The Great Wall / 長城 (2016)
- 『ナルコス』 Narcos (2015-2017)
- 『ナルコス:メキシコ編』Narcos:Mexico (2018-)